# Elacatis sinuatus
Elacatis sinuatus es una especie de coleóptero de la familia Salpingidae.

## Distribución geográfica
Habita en el Congo.